# Morchella
Morchella är ett släkte av svampar. Morchella ingår i familjen Morchellaceae, ordningen skålsvampar, klassen Pezizomycetes, fylumet sporsäcksvampar,  och riket svampar.
Arten Morchella conica, toppmurkla, är en av de svampar som på svenska kallas murklor.